# Indústria Aeronáutica Neiva
A Indústria Aeronáutica Neiva Ltda. foi uma fabricante de aeronaves e componentes que, após ser incorporada pela Embraer, teve seu parque fabril renomeado para Embraer - Unidade Botucatu, responsável por sua linha agrícola.
Sua sucessora está instalada no mesmo endereço, próxima ao Aeroporto Tancredo de Almeida Neves, na cidade de Botucatu, interior do Estado de São Paulo.

## História
Fundada por José Carlos de Barros Neiva como "Sociedade Construtora Aeronáutica Neiva", no Rio de Janeiro, em 12 de outubro de 1954, foi transferida para Botucatu, onde fabricou inicialmente planadores modelos B "Monitor", além de inúmeros aviões de treinamento Paulistinha, cujos direitos adquiriu junto à Companhia Aeronáutica Paulista e que ainda se fazem presentes em aeroclubes brasileiros.
Em 1975, com dificuldades financeiras, firmou uma parceria com a Embraer, que na época era uma estatal e detinha acordo comercial com a norte-americana Piper Aircraft para produzir aviões sob licença, mudando seus nomes.
Com uma nova crise, a Embraer adquiriu a empresa em 1980, que continuou a operar com personalidade jurídica e administração própria. A partir daí desempenhou importante papel no desenvolvimento e fabricação de peças para todas as linhas de sua controladora.
Na mesma década passou a ser sua subsidiária e responsável pela produção do avião agrícola Embraer Ipanema. Em 1999, a fabricação do turboélice regional para transporte de passageiros EMB-120 Brasília, também foi transferida para suas instalações.
Em 2006 foi incorporada pela  Embraer, tornando-se uma unidade voltada especialmente para a fabricação de aviões agrícolas.

## Aeronaves
|  | Nome                     | Tipo                             | Projeto                        |
|  | ------------------------ | -------------------------------- | ------------------------------ |
|  | EMB-710 "Carioca"        | Monomotor a pistão               | Piper Aircraft                 |
|  | EMB-711 "Corisco"        | Monomotor a pistão               | Piper Aircraft                 |
|  | EMB-712 "Tupi"           | Monomotor a pistão               | Piper Aircraft                 |
|  | EMB-720 "Minuano"        | Monomotor a pistão               | Piper Aircraft                 |
|  | EMB-721 "Sertanejo"      | Monomotor a pistão               | Piper Aircraft                 |
|  | EMB-810 "Seneca"         | Bimotor a pistão                 | Piper Aircraft                 |
|  | EMB-820 "Navajo"         | Bimotor a pistão                 | Piper Aircraft                 |
|  | EMB-821 "Carajá"         | Bimotor turboélice               | Piper Aircraft                 |
|  | EMB-202 "Ipanema"        | Pulverização agrícola            | Embraer/ITA                    |
|  | Neiva B "Monitor"        | Planador                         | Próprio                        |
|  | Neiva P-56 "Paulistinha" | Monomotor de treinamento         | Companhia Aeronáutica Paulista |
|  | Neiva Regente            | Monomotor a pistão               | Próprio                        |
|  | Neiva T-25 "Universal"   | Monomotor de treinamento militar | Próprio                        |